# Ricardo J. Alfaro
Ricardo Joaquín Alfaro Jované (ur. 20 sierpnia 1882, zm. 23 lutego 1971) – panamski prawnik, pisarz, sędzia i dyplomata. Tymczasowy prezydent Panamy od 16 stycznia 1931 do 5 czerwca 1932.
Działacz Narodowej Partii Liberalnej.
Profesor prawa na uniwersytecie w mieście Panamie, dwukrotnie sprawował urząd ministra spraw zagranicznych (1918-1921 i 1946-1947). Sprawował funkcję ambasadora w Stanach Zjednoczonych. Był I wiceprezydentem Panamy od 1928 do 1930 i w 1931. W 1936 podpisał z USA układ o zmniejszeniu uprawnień Stanów Zjednoczonych w strefie Kanału Panamskiego. Członek Komisji Prawa Międzynarodowego w latach 1949-1953. Sędzia Międzynarodowego Trybunału Sprawiedliwości w Hadze w latach 1961-1964.